# Campionati europei di tuffi 2013 - Trampolino 3 metri femminile
La gara del trampolino da 3 metri femminile dei campionati europei di tuffi 2013 è stata disputata il 22 giugno 2013 presso la Piscina Nettuno di Rostock in Germania e vi hanno partecipato 21 atlete. Le qualificazioni si sono svolte al mattino e le prime 12 classificate hanno avuto accesso alla finale del pomeriggio.

## Medaglie
| Posizione | Atleta         | Paese    |
| --------- | -------------- | -------- |
| Oro       | Tina Punzel    | Germania |
| Argento   | Tania Cagnotto | Italia   |
| Bronzo    | Nadežda Bažina | Russia   |

## Risultati
| Pos. | Atlete            | Nazionalità   | Eliminatorie | Eliminatorie | Finale    | Finale |
| Pos. | Atlete            | Nazionalità   | Punti        | Pos.         | Punti     | Pos.   |
| ---- | ----------------- | ------------- | ------------ | ------------ | --------- | ------ |
|      | Tina Punzel       | Germania      | 269.70       | 7            | 336.70    | 1      |
|      | Tania Cagnotto    | Italia        | 322.35       | 1            | 331.85    | 2      |
|      | Nadežda Bažina    | Russia        | 318.35       | 2            | 326.10    | 3      |
| 4    | Maria Marconi     | Italia        | 261.75       | 10           | 314.50    | 4      |
| 5    | Hanna Pysmenska   | Ucraina       | 246.00       | 12           | 301.95    | 5      |
| 6    | Olena Fedorova    | Ucraina       | 282.30       | 5            | 288.35    | 6      |
| 7    | Hannah Starling   | Gran Bretagna | 288.35       | 4            | 288.30    | 7      |
| 8    | Alicia Blagg      | Gran Bretagna | 290.10       | 3            | 286.80    | 8      |
| 9    | Alena Khamulkina  | Bielorussia   | 271.70       | 6            | 249.80    | 9      |
| 10   | Sophie Somloi     | Austria       | 268.65       | 8            | 227.35    | 10     |
| 11   | Inge Jansen       | Paesi Bassi   | 264.80       | 9            | 213.70    | 11     |
| 12   | Taina Karvonen    | Finlandia     | 248.45       | 11           | 204.40    | 12     |
| 16.5 | H09.5             |               |              |              | 00:55.635 | O      |
| 13   | Daniella Nero     | Svezia        | 244.00       | 13           |           |        |
| 14   | Flóra Gondos      | Ungheria      | 239.90       | 14           |           |        |
| 15   | Tiia Kivela       | Finlandia     | 223.50       | 15           |           |        |
| 16   | Kristina Ilinykh  | Russia        | 214.25       | 16           |           |        |
| 17   | Ioulianna Banousi | Grecia        | 211.75       | 17           |           |        |
| 18   | Celine van Duijn  | Paesi Bassi   | 202.30       | 18           |           |        |
| 19   | Patrycja Pyrzak   | Polonia       | 190.70       | 19           |           |        |
| 20   | Eleni Katsouli    | Grecia        | 169.65       | 20           |           |        |
| 21   | Friederike Freyer | Germania      | 161.85       | 21           |           |        |